# Chlorita quadridens
Chlorita quadridens är en insektsart som beskrevs av Rauno E. Linnavuori 1965. Chlorita quadridens ingår i släktet Chlorita och familjen dvärgstritar. Inga underarter finns listade i Catalogue of Life.